# AMD Live!
AMD Live! é um conceito, um "rótulo" para computadores de entretenimento digital, ou seja, aqueles computadores onde nós podemos ver TV, filme, foto, ouvir música, executar tarefas comuns. Nesse campo, seu único rival é a Intel, que lançou o mesmo conceito, porém com requisitos diferentes e com nome "Intel Viiv".

## Requerimentos
Para um computador ser compatível com o AMD Live! é necessário ter:
- Um dos processadores:
  - Athlon 64 X2.
  - Athlon 64 FX.

- Placa-Mãe:
  - Placa-Mãe com soquete AM2 ou 939.

- Umas das conexões de rede:
  - Gigabit Ethernet
  - Wireless com padrão 802.11b/g.

- Outros:
  - Áudio de alta definição 5.1 com saída SPDIF.
  - Seis portas USB 2.0 e FireWire (IEEE 1394).
  - Teclado e mouse sem fio.
  - HD SATA com tecnologia NCQ.
  - Unidade Óptica DVD±RW
  - Fonte de alimentação de alta eficiência, com ventoinha de baixa rotação.

- Sistema operacional:
  - Windows XP Media Center Edition.
  - Windows Vista Home Premium ou superior.